# Nemzetközileg el nem ismert de facto államok

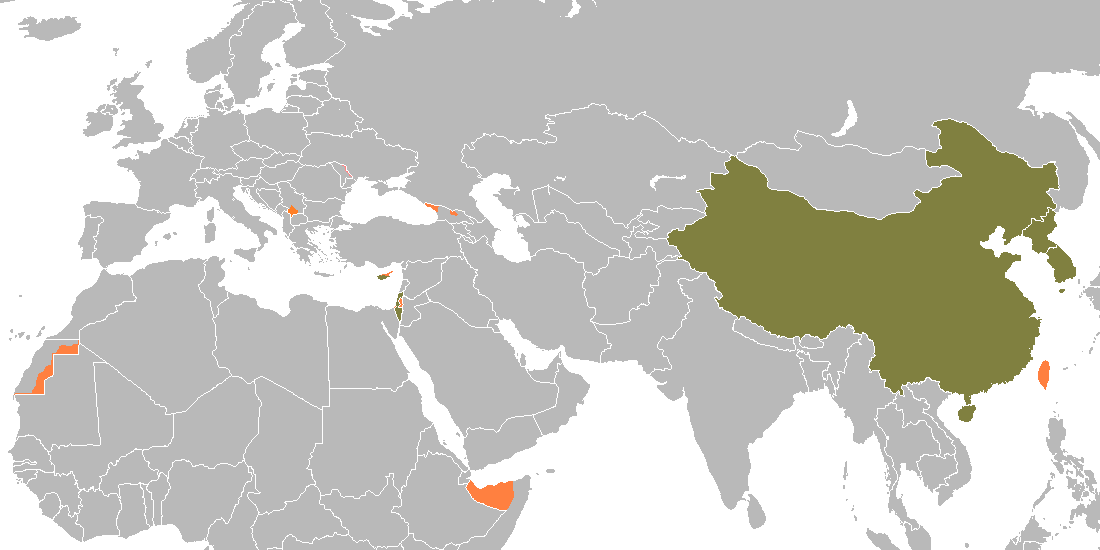

De facto állam minden olyan állam, amely a gyakorlatban önállóként működik, de az államiságát nemzetközi viszonylatban vitatják és szuverenitását az Egyesült Nemzetek Szervezete (ENSZ) sem ismeri el. A hasonló státuszú vitatott államiságú területek külön cikkben szerepelnek.

| De facto állam                               | Hol? | Mióta? |
| -------------------------------------------- | --- | --- |
| Abházia                                      | Grúzia nemzetközileg elismert területén, annak északi részén a Fekete-tenger partján | 1992-ben kiáltotta ki függetlenségét, amit Nicaragua, Venezuela, Nauru és Oroszország, valamint Dél-Oszétia és Transznisztria ismer el.                                                       |
| Dél-Oszétia                                  | Grúzia nemzetközileg elismert területén, annak északi részén, a Kaukázusban | 1991-ben kiáltotta ki függetlenségét, amit Nicaragua, Venezuela, Nauru és Oroszország, valamint Abházia és Transznisztria ismer el.                                                           |
| Észak-Ciprus                                 | Ciprus nemzetközileg elismert területén, Ciprus-sziget északi részén | 1983-ban kiáltotta ki függetlenségét, csak Törökország ismeri el. |
| Koszovó                                      | Szerbia nemzetközileg elismert területén, annak déli részén, a volt koszovói autonóm tartomány területén | 1999 óta ENSZ irányítás alatt. 2008-ban kiáltotta ki függetlenségét, amit 106 ország + Tajvan és a Máltai lovagrend ismer el. Ez az egyetlen de facto állam, melyet Magyarország elismer.     |
| Seborga Hercegség                            | Olaszország nemzetközileg elismert területén, Seborga településen | 1963-ban kiáltotta ki függetlenségét. |
| Szomáliföld                                  | Szomália nemzetközileg elismert területén, annak északi részén, a volt Brit Szomália gyarmat területén | 1991-ben kiáltotta ki függetlenségét. |
| Puntföld                                     | Szomália nemzetközileg elismert területén, Afrika „szarvánál” | 1998-ban kiáltotta ki függetlenségét. |
| Kínai Köztársaság (Tajvan)                   | A kínai polgárháború a Kínai Köztársaság kormánypártja, valamint a Kínai Kommunista Párt között folyt 1927 és 1949 közt. 1949-ben a kontinentális Kína fölött átvették a hatalmat a kommunisták, a köztársasági oldal Tajvan szigetére szorult. Azóta sem fegyverszünet, sem békeszerződés nem született. Elméletben mindkét fél az „egy Kína” politika híve, azaz nem kívánják nemzetközi jogilag legalizálni a két külön állam létét. | 1912-ben alakult, az ENSZ 1971-ig az egyetlen legitim kínai kormányként ismerte el, jelenleg 12 ország ismeri el.                                                                             |
| Kínai Népköztársaság                         | A kínai polgárháború a Kínai Köztársaság kormánypártja, valamint a Kínai Kommunista Párt között folyt 1927 és 1949 közt. 1949-ben a kontinentális Kína fölött átvették a hatalmat a kommunisták, a köztársasági oldal Tajvan szigetére szorult. Azóta sem fegyverszünet, sem békeszerződés nem született. Elméletben mindkét fél az „egy Kína” politika híve, azaz nem kívánják nemzetközi jogilag legalizálni a két külön állam létét. | 1949-ben alakult, az ENSZ 1971-től az egyetlen legitim kínai kormányként ismeri el. A Kínai Köztársaság (Tajvan) nem ismeri el a Kínai Népköztársaságot mint egyetlen legitim kínai kormányt. |
| Dnyeszter Menti Köztársaság (Transznisztria) | Moldova nemzetközileg elismert területén, a Dnyeszter bal partján | 1990-ben kiáltotta ki függetlenségét. Abházia és Dél-Oszétia ismeri el. |
| Nyugat Togóföld                              | Ghána nemzetközileg elismert ugyanilyen nevű régiójában helyezkedik el | 2020-ban kiáltotta ki a függetlenségét egy forradalommal ami máig tart. |

## Nemzetközileg el nem ismert államok főbb adatai
| Név                                          | Területe (km²) | Lakossága  | Fővárosa | Szárazföldi határ (km) | Partvonal (km) | Határok                                          | Státusz                                        |
| -------------------------------------------- | -------------- | ---------- | -------- | ---------------------- | -------------- | ------------------------------------------------ | ---------------------------------------------- |
| Abházia                                      | 8432           | 216 000    | Szuhumi  |                        | 220            | 2: Grúzia, Oroszország                           | Nemzetközi jogilag Grúzia területe.            |
| Dél-Oszétia                                  | 3900           | 70 000     | Chinvali |                        | 0              | 2: Grúzia, Oroszország                           | Nemzetközi jogilag Grúzia területe.            |
| Észak-Ciprus                                 | 3355           | 264 172    | Nicosia  | 180                    | 387            | 2: Ciprus, Akrotíri és Dekélia                   | Nemzetközi jogilag Ciprus területe.            |
| Koszovó                                      | 10 908         | 2 100 000  | Pristina | 702                    | 0              | 4: Albánia, Észak-Macedónia, Montenegró, Szerbia | Nemzetközi jogilag Szerbia [forrás?] területe. |
| Seborgai Hercegség                           | 4              | 297        | Seborga  |                        | 0              | 1: Olaszország                                   | Nemzetközi jogilag Olaszország területe.       |
| Szomáliföld                                  | 137 600        | 3 500 000  | Hargeysa |                        | 740            | 3: Dzsibuti, Etiópia, Szomália                   | Nemzetközi jogilag Szomália területe.          |
| Puntföld                                     | 450 000        | 3 650 000  | Garoowe  |                        |                | 3: Szomáliföld, Szomália, Etiópia                | Nemzetközi jogilag Szomália területe.          |
| Tajvan                                       | 36 188         | 22 911 292 | Tajpej   | 0                      | 1566           | 0                                                | Nemzetközi jogilag Kína területe.              |
| Dnyeszter Menti Köztársaság (Transznisztria) | 4163           | 537 000    | Tiraspol | 816                    | 0              | 2: Moldova, Ukrajna                              | Nemzetközi jogilag Moldova területe.           |
| Nyugat Togóföld                              | 20550          | 11 000 000 | Ho       |                        | 0              | 2: Ghána, Togo                                   | Nemzetközi jogilag Ghána területe.             |

## Nemzetközileg elismert országok, amelyeket bizonyos országok nem ismernek el
| Ország       | Nem ismeri el: | Státusz                                               |
| ------------ | --- | ----------------------------------------------------- |
| Ciprus       | Törökország | ENSZ-tagállam                                         |
| Dél-Korea    | Észak-Korea | ENSZ-tagállam                                         |
| Észak-Korea  | Dél-Korea, Japán | ENSZ-tagállam                                         |
| Izrael       | Afganisztán, Algéria, Banglades, Brunei, Comore-szigetek, Csád, Dzsibuti, Indonézia, Irak, Irán, Jemen, Katar, Kuvait, Libanon, Líbia, Malajzia, Maldív-szigetek, Mali, Pakisztán, Szaúd-Arábia, Szíria, Szomália | ENSZ-tagállam                                         |
| Kína         | Belize, Guatemala, Haiti, Marshall-szigetek, Palau, Paraguay, Saint Kitts és Nevis, Saint Lucia, Saint Vincent és a Grenadine-szigetek, Szváziföld, Tuvalu, Vatikán                                               | ENSZ-tagállam                                         |
| Örményország | Pakisztán | ENSZ-tagállam                                         |
| Vatikán      | Afganisztán, Bhután, Brunei, Comore-szigetek, Észak-Korea, Kína, Laosz, Maldív-szigetek, Szaúd-Arábia, Szomália, Tuvalu, Vietnám                                                                                  | Hivatalosan elismert az ENSZ által, mint nem tagállam |